# مديرية مرخة السفلى

تعديل مصدري - تعديل

مديرية مرخة السفلى هي إحدى مديريات محافظة شبوة في اليمن. بلغ عدد سكانها 40635 نسمة عام 2004.